# Crataegus pinnatifida
Crataegus pinnatifida, el espino chino,  también Shan Zha (山楂), es una especie de la subfamilia Maloideae con frutos de un pequeño a mediano árbol. La brillante fruta roja tiene 4 cm de diámetro, madura en septiembre y en China se pinchan en un palo de bambú  para hacer los tanghulus.

## Uso medicinal
Digestivo, mejora la circulación sanguínea, reduce la hipertensión. Es medicina tradicional china: bazo, estómago e hígado. Utilizada en edema e indigestión por alimentos grasos. No usar sin síntomas de mala digestión e hinchazón. Entre 10 y 15 g diarios. También es popular en dulces que venden en las calles de China.

## Variedades
- Relación de variedades en ITIS (enlace roto disponible en Internet Archive; véase el historial, la primera versión y la última).

También es usada en la elaboración de mezclas de té con la finalidad de rebajar como el Bojenmi entre otros.

## Taxonomía
Crataegus pinnatifida fue descrita por Alexander von Bunge y publicado en Enumeratio Plantarum, quas in China Boreali Collegit 26 (-27), en el año 1833.
Sinonimia
- Crataegus bretschneideri C.K.Schneid.
- Crataegus pinnatifida var. typica C.K.Schneid.
- Mespilus pentagyna var. pinnatifida (Bunge) Wenz.[4]